# Friderika II
Friderika II è il secondo album della cantante ungherese Friderika Bayer, pubblicato nel 1996 attraverso l'etichetta discografica EMI Records. Dall'album è stato estratto il singolo Elkésett karnevál.

## Tracce
CD
1. Elkésett karnevál – 3:58
2. Játék – 3:51
3. Apám – 3:51
4. Nézz rám – 2:37
5. Másodosztály – 3:45
6. Marathoni tánc – 1:42
7. Mese a királylányról – 4:13
8. Délibáb – 3:58
9. Mától más leszek – 3:34
10. Ámen halleluja – 2:14
11. Elmaradt holnapok kis boltja – 3:23
12. Félálom-világ – 2:43